# HD16912
HD16912 — хімічно пекулярна зоря спектрального класу A6, що має видиму зоряну величину в смузі V приблизно  7,5.
Вона  розташована на відстані близько 416,5 світлових років від Сонця.